# Sariak Laweh
Sariak Laweh is een bestuurslaag in het regentschap Lima Puluh Kota van de provincie West-Sumatra, Indonesië. Sariak Laweh telt 5498 inwoners (volkstelling 2010).